# Knightsbridge University
Knightsbridge University er et privat dansk ikke-akkrediteret universitet, som blev grundlagt i 1991 af Henrik Fyrst Kristensen, beliggende i Spentrup ved Randers.
På trods af universitetet er beliggende i Danmark har det gennem årene været registreret i henholdsvis Liberia og Antigua og Barbuda.
Universitetet er ikke godkendt af de danske myndigheder.

## Ekstern henvisning
- DR artikel om falske universitetsgrader

| Skole | Spire Denne artikel om en skole, en uddannelsesinstitution eller uddannelse er en spire som bør udbygges. Du er velkommen til at hjælpe Wikipedia ved at udvide den. |